# Province de Córdoba (Argentine)
Pour les articles homonymes, voir Province de Córdoba.
La province de Córdoba est une province argentine située dans le centre-nord du pays. Elle est parfois appelée le « Cœur de l'Argentine ». Sa capitale est Córdoba, la deuxième plus grande ville du pays. La province a une superficie de 165 321 km2 et une population de 3 567 654 habitants en 2015, ce qui en fait la deuxième province la plus peuplée du pays, après celle de Buenos Aires.

## Situation
Les provinces voisines sont, depuis le nord et dans le sens des aiguilles d'une montre : Santiago del Estero, Santa Fe, Buenos Aires, La Pampa, San Luis, La Rioja et Catamarca.

## Histoire

### Avant la conquête espagnole
Avant la conquête espagnole, quelques tribus vivaient sur le territoire de la province, notamment les Comechingóns et les Sanavirons. Les Sanavirons faisaient partie du groupe ethnique pampide.
Ils formaient en fait une partialité des tonocotés qui s'était différenciée dans la zone de Salavina (centre de la province de Santiago del Estero actuelle). Leur expansion vers le sud-ouest commença, à la suite d'une part de la pression due à sa forte croissance démographique et d'autre part probablement à une période de sècheresse liée à la miniglaciation de Spörer (allant d'environ 1410 à 1570). Ainsi ils arrivèrent à cette époque aux Sierras de Córdoba, envahissant (grâce à leur supériorité numérique) certains territoires ancestraux des Comechingóns. Au sud, leur frontière se heurta au territoire des Taluhets. C'est ainsi qu'au XVIIe siècle les Salavinons peuplaient toute la zone entourant la Mar Chiquita de l'actuelle province de Córdoba. Au nord, on les trouvait jusqu'au río Salado, où commençait le territoire des tonocotés. Au sud, ils étaient arrivés jusqu'au río Primero. À l'ouest ils atteignaient la sierra de Sumampa et leur frontière orientale coïncidait avec les frontières actuelles entre les provinces de Santiago del Estero et de Santa Fe.

### Conquête espagnole

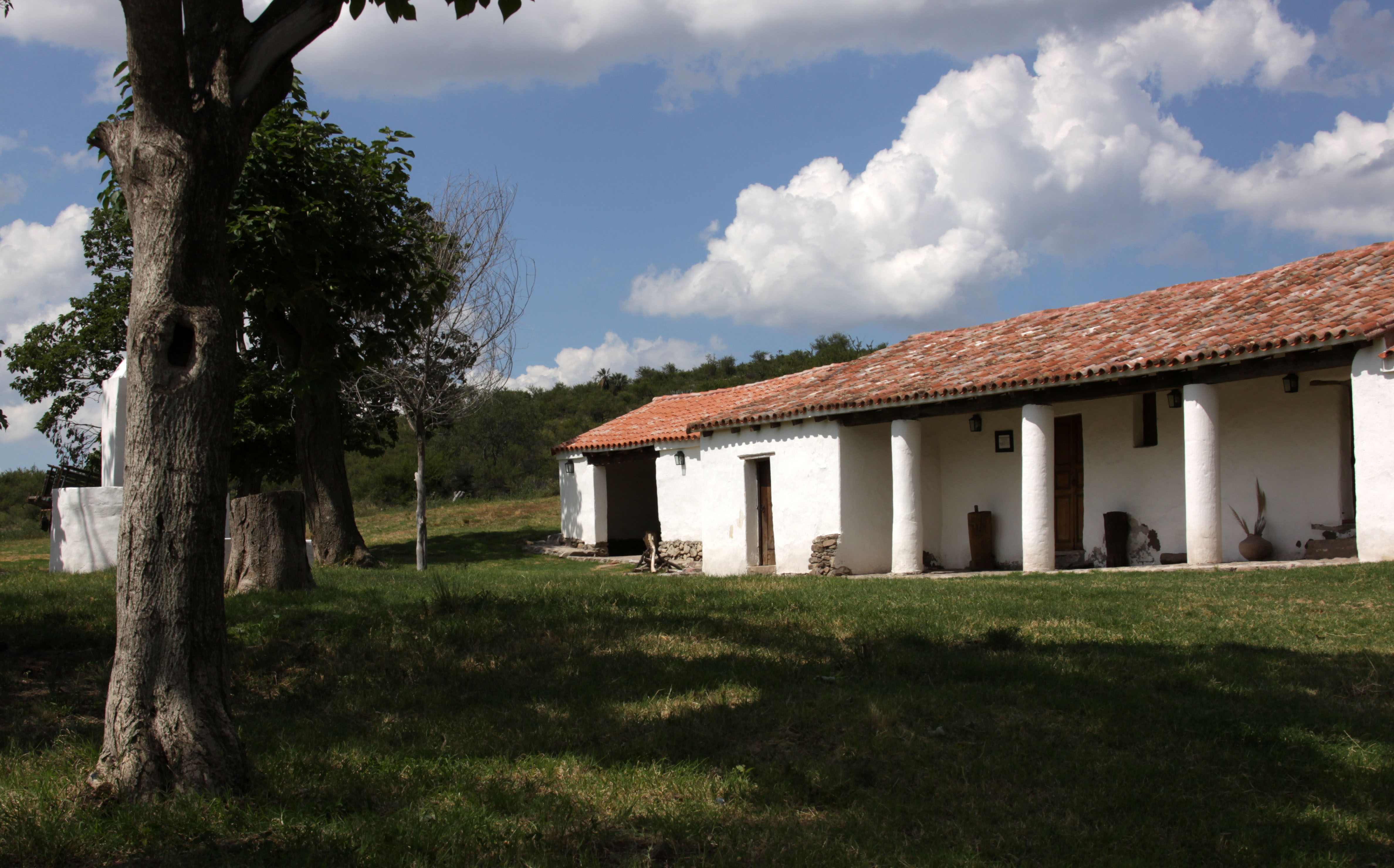
Poste de Santa Cruz dans le département de Tulumba date du XVIII. C'était un relais sur la grande route venant du Pérou, appelée Camino Real.

Dès qu'ils furent les maîtres du Pérou, les Espagnols cherchèrent une route pour transporter l'or et l'argent du Pérou vers le Río de la Plata où ils avaient établi un port. Il s'agissait d'amener les richesses en Europe le plus facilement et le plus rapidement possible. Ainsi naquit la route royale (Camino Real) de Potosí en Bolivie — Haut Pérou à l'époque — au Río de la Plata jalonnées de diverses villes dont Córdoba. C'est Diego de Rojas qui fut en 1543, le premier espagnol qui explora la région des sierras de Córdoba. Il partit de Cuzco avec un contingent de 300 hommes, avec la mission de découvrir une province entre le Chili et le Río de la Plata. Mais il rencontra une féroce résistance des Comechingóns sur sa route. Rojas mourut là, atteint d'une flèche, et l'expédition dut rebrousser chemin, décimée, sous le commandement de Francisco de Mendoza.
Après la création de la vice-royauté du Pérou le 1er mars 1543, la régión du Tucumán se trouva incorporée au sein de celle-ci, non comprise l'actuelle région de Córdoba encore totalement insoumise. La Gobernación del Tucumán, Juríes y Diaguitas fut créée en 1564, avec à sa tête comme gouverneur Francisco de Aguirre. Sa capitale était établie à Santiago del Estero. Avec la création de l'évêché de Tucumán en 1570, cette région commença à prendre de l'importance au sein de la vice-royauté du Pérou.
Córdoba de la Nueva Andalucía, aujourd'hui Córdoba) fut fondée le 6 juillet 1573 par le conquistador Jerónimo Luis de Cabrera, au bord du río Suquía, en un site appelé Quizquizacate par les aborigènes (ce qui signifie « confluent des rivières » en idiome sanavirón). Le nom donné par Cabrera à la ville était un hommage à sa mère, dont la famille provenait de la province espagnole de Cordoue en Andalousie. Cabrera avait deux objectifs : le premier d'entre eux était de disposer d'une sortie vers la Mar del Nord — ainsi appelait-on l'océan Atlantique — Il pensait l'avoir déjà trouvée avec la découverte de la Laguna de Mar Chiquita, car il pensait qu'elle était une baie de cet océan. Il projetait aussi de créer un port sur les rives du rio Paraná. Son second objectif était de découvrir la mythique et fabuleuse Ciudad de Los Césares. De ce fait, il désobéit aux ordres du vice-roi du Pérou et fonda la ville de Córdoba bien plus au sud que ce qu'il lui avait été prescrit, c'est-à-dire fonder un établissement dans la région de la province actuelle de Salta. Et cette désobéissance lui coùta la vie : Cabrera fut décapité à Lima, au Pérou le 17 août 1574. Terrible récompense pour un homme qui avait mis d'immenses territoires aux pieds de l'empire espagnol et ouvert la voie à la colonisation des Pampas, mais témoignage de plus de l'incroyable barbarie qui régnait en nos pays, au XVIe siècle.
Le Colegio Convictorio de Nuestra Señora de Monserrat fut, peu après, fondé par les Jésuites en 1599, et en 1622 elle devint l'université de Córdoba, la première en Argentine, et la seconde en Amérique du Sud. Dès cette époque, la ville ne cessa de grandir comme important centre culturel, croissance soutenue par le commerce des métaux précieux du Pérou. En 1761, une imprimerie fut installée à l'université.
En 1783, 7 ans après l'établissement de la Vice-royauté du Río de la Plata, l'Intendance de Córdoba devint un territoire qui inclurait actuellement les provinces de La Rioja, Mendoza, San Juan et San Luis, divisant ainsi l'ancienne intendance de Tucumán en deux. Son premier gouverneur intendant fut le marquis Rafael de Sobremonte, qui plus tard deviendra vice-roi de la Vice-royauté du Río de la Plata. À la fin du XVIIIe siècle, la ville comptait 38 800 habitants.

## Géographie

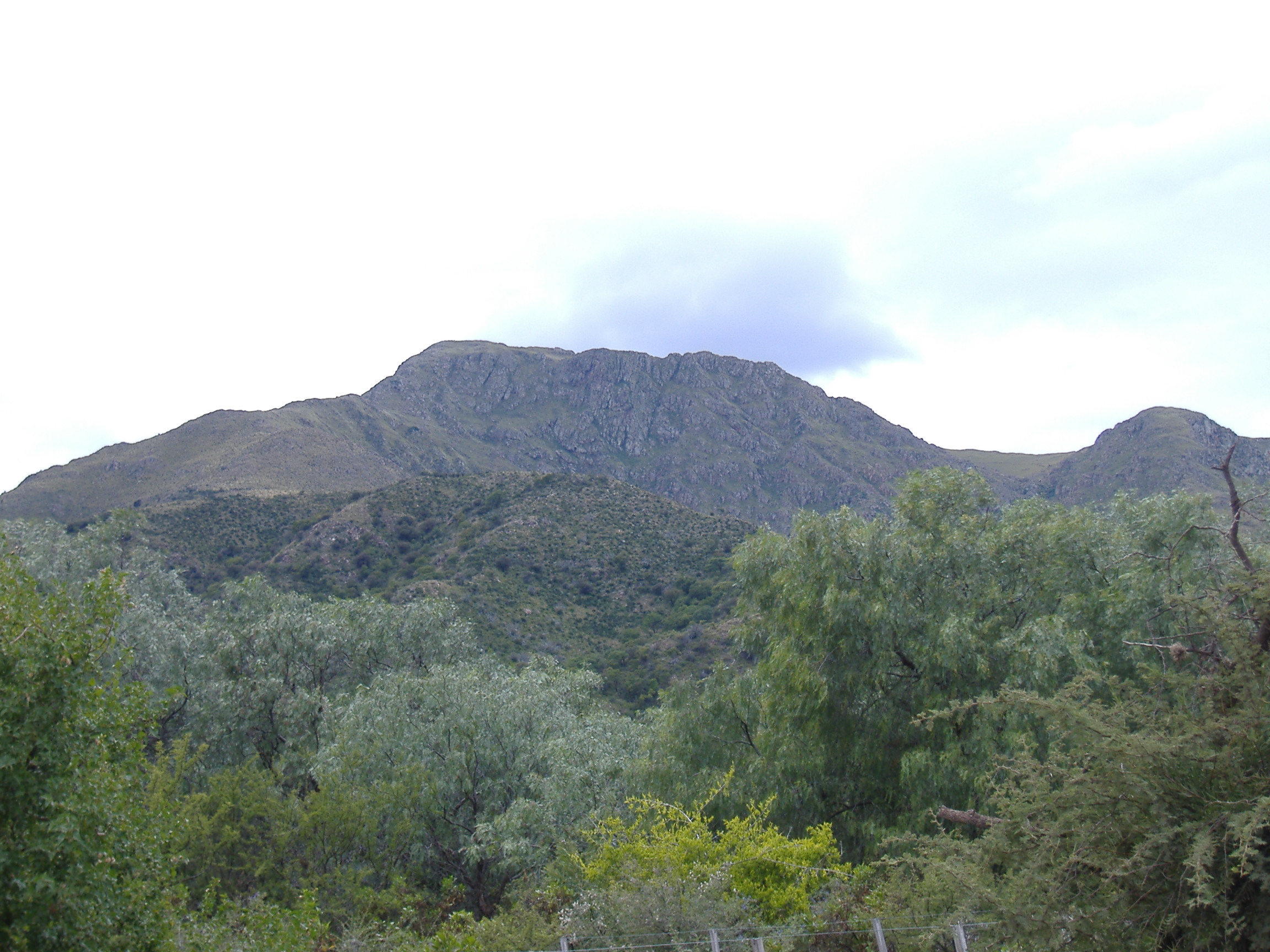
Vue du cerro Uritorco (1949 m) dans la Sierra chica de Córdoba, depuis la ville de Capilla del Monte.

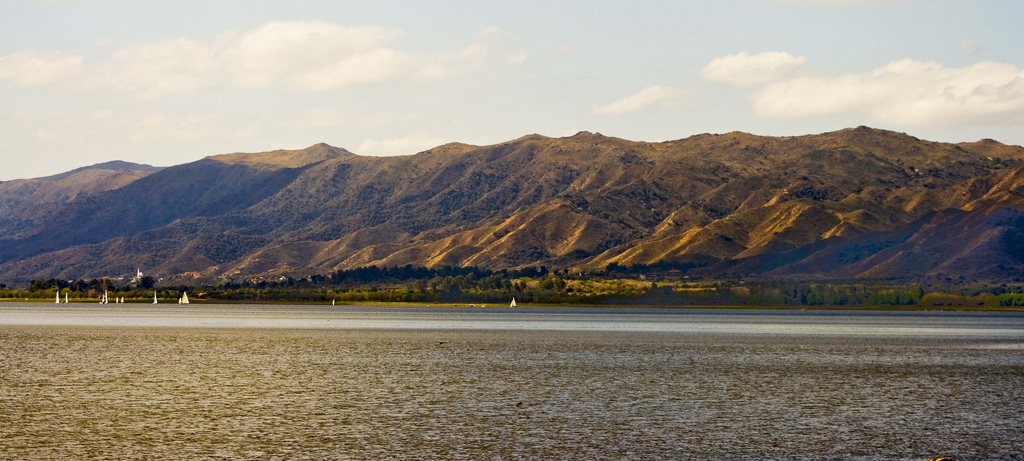
Vue des Sierras de Córdoba. À l'avant-plan, le lac San Roque sur le río Primero (près de Villa Carlos Paz, dans la vallée de Punilla).

La province de Córdoba présente trois aires très différentes :
- la plaine pampéenne qui occupe la partie orientale avec deux sous-régions : au nord, se trouve le bassin de la grande lagune salée appelée Mar Chiquita, et au sud le bassin purement pampéen du río Quinto ;
- les Sierras de Córdoba occupent un cinquième du territoire provincial, s'étendant sur la partie nord-ouest de la province. Cette zone comprend les Sierras australes ou de Córdoba (et de San Luis). Ces sierras sont des plissements anciens et de hauteur modérée. Entre les plissements ou sierras se sont formées des vallées longitudinales (nord-sud), d'origine tectonique. Parmi elles, il faut mentionner la Vallée de Punilla très étendue. L'altitude maximale de la province est le cerro Champaquí de 2 884 mètres, ce qui est quand même plus élevé que le plus haut sommet des Carpathes en Europe. À partir de là, un cordón appelé sierra de Comechingones prend son départ ;
- au nord-ouest des sierras, dans le département de Cruz del Eje, partagée avec les provinces de Catamarca, La Rioja et Santiago del Estero, se trouve une très grande cuvette désertique, relique d'une ancienne mer, qui actuellement est un des plus grands salars de la planète, de climat très continental, qui s'appelle Salinas Grandes. Là une réserve a été créée, la réserve de vie sylvestre Monte de las Barrancas (es), étonnamment fort riche en vie animale.

## Voies d'accès

### Voie routière
La province est traversée du nord au sud par l'importante route nationale 9 qui relie Córdoba d'une part à Buenos Aires (côté sud), et d'autre part au grand nord-ouest argentin (c'est-à-dire à San Miguel de Tucumán puis Salta), et ainsi à la Bolivie. D'est en ouest, Córdoba se trouve à la jonction des routes nationale 19 et route nationale 20. Vers l'est, La RN 19 relie la ville à Santa Fe avec son tunnel sous le fleuve Paraná, et plus loin avec le grand sud industrialisé du Brésil. La RN 20 quant à elle se dirige vers l'ouest et aboutit à San Juan, au pied des Andes.
Toujours à Córdoba, débute une autre grande voie nord-sud constituée par la route nationale 36 suivie de la route nationale 35. Ainsi le centre de la province se trouve relié avec la province de La Pampa, puis, plus loin, avec le sud de la province de Buenos Aires, en l'occurrence avec le port atlantique de Bahía Blanca, porte de la Patagonie atlantique. De plus, la Route nationale 152 se détache de la RN 35, en direction du sud-ouest vers le barrage de Casa de Piedra sur le río Colorado, et donc vers l'ouest de la province de Río Negro et la Patagonie andine.
Le sud de la province de Córdoba est en outre traversé d'est en ouest par la route nationale 7 qui relie Buenos Aires à Mendoza, capitale de la région de Cuyo, et donc au Chili voisin. De plus, la route nationale 158 au départ de la ville de Río Cuarto aboutit à l'est (via la nationale 19) à Santa Fe et à son tunnel sous le Paraná. Enfin, la province de Córdoba est reliée au nord-ouest du pays grâce à la route nationale 60. Celle-ci débute un peu au nord de Córdoba, près de Jesús María, et court en droite ligne vers le nord-est, traversant les provinces de Catamarca et de La Rioja. Elle aboutit dans les Andes à la frontière chilienne au Paso de San Francisco, au milieu des plus hauts volcans de la terre. Au Chili, elle se termine sur l'Océan Pacifique.

### Transport aérien

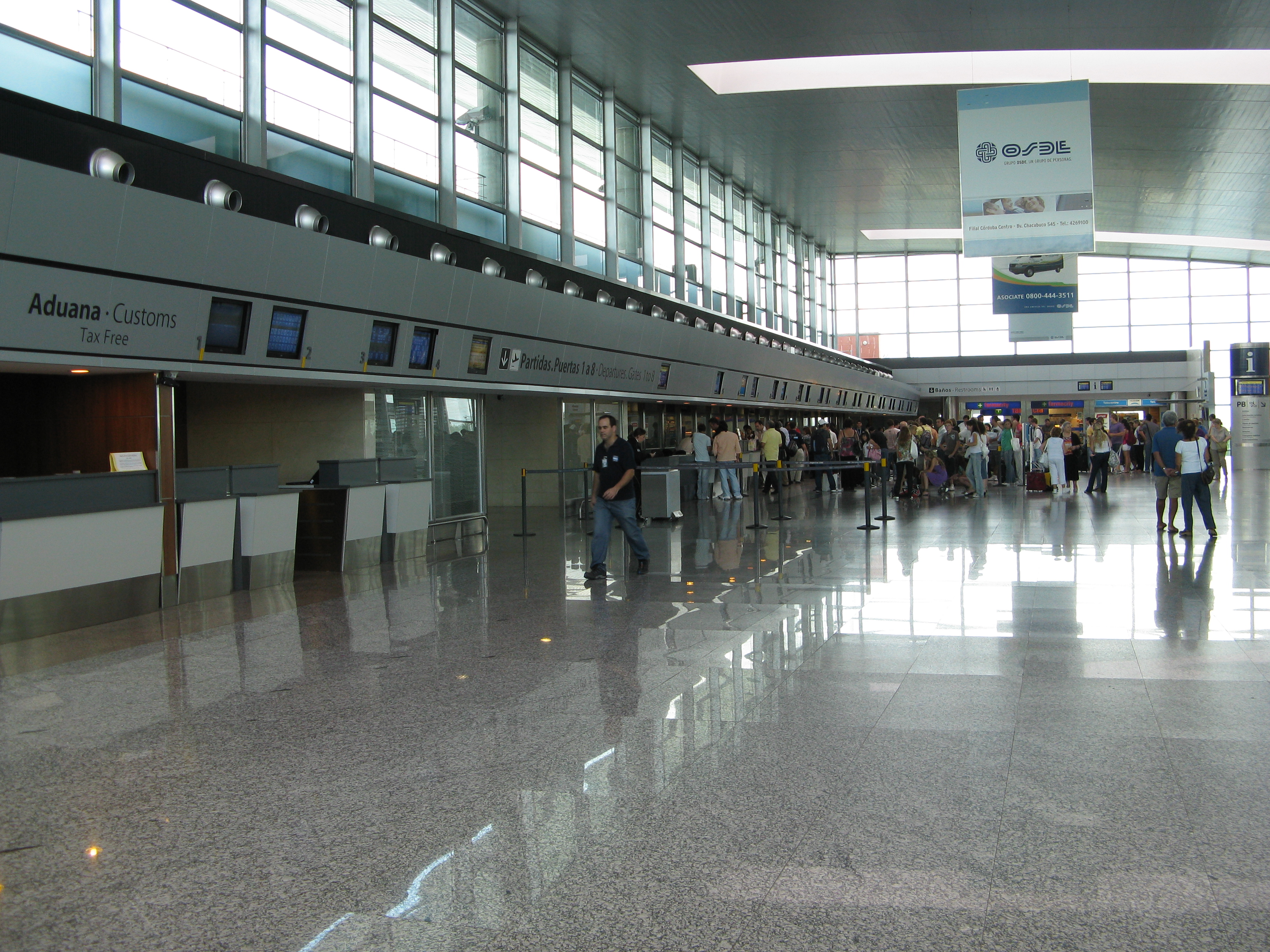
Vue du grand hall de l'aéroport Ingeniero Ambrosio Taravella à Córdoba.

L'aéroport international Ingeniero Ambrosio Taravella de Córdoba (31° 18′ 55″ S, 64° 12′ 50″ O), se trouve à 11,5 km au nord du centre de la ville. Il est le troisième aéroport le plus important du pays après celui d'Ezeiza et l'Aeroparque Jorge Newbery, tous deux à Buenos Aires. La longueur de sa grande piste bétonnée est de 3 200 mètres. Entre janvier et juillet 2010, 240 000 passagers de vols internatinaux le fréquentèrent. Il a une superficie de 1 020 hectares. En 2006, un nouvel édifice de 1,9 ha a été inauguré, à la suite de la très forte augmentation du trafic.
En 2017, 2 901 691 passagers ont été enregistrés.

## Aires naturelles protégées

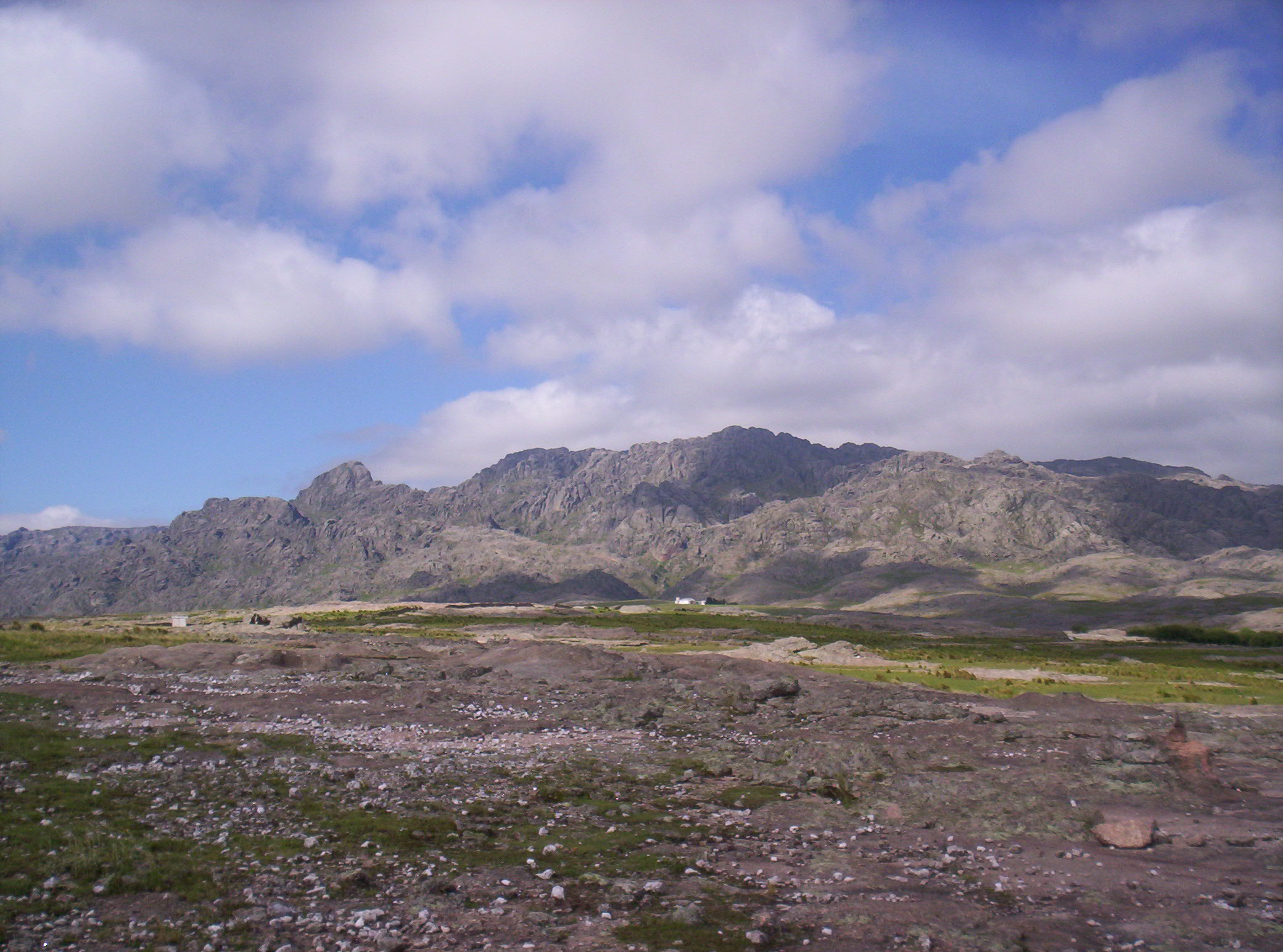
Montagne Los Gigantes, frontière nord de la Pampa de Achala, avec ses 2350 m.

Il existe différentes aires naturelles protégées dans la province. Elles comprennent des zones situées dans les sierras comme dans les plaines.
La zone des sierras inclut :
- la Reserva Hídrica Natural Parque La Quebrada (es)
- la Reserva Cultural Natural Cerro Colorado (es)
- la Réserve Hydrique Provinciale Pampa de Achala, qui inclut le parc national de la province :
- le Parc national Quebrada del Condorito.

Dans les plaines on trouve :
- le parque nacional Traslasierra, créé en mars 2018.
- la Reserva Natural Laguna de la Felipa (dans le département de Juárez Celman, près de la ville d'Ucacha)
- les Bañados del Río Dulce y Laguna de Mar Chiquita (es) (déclaré Site Ramsar, étant une zone humide d'importance internationale). Celle-ci, qui couvre une surface de 996 000 hectares, est située au nord-est de la province, occupant le secteur oriental des départements de Río Seco et de Tulumba, le nord du département de Río Primero et le centre-nord du département de San Justo. Au nord de la réserve se trouve la Province de Santiago del Estero
- le Corridor biogéographique du Chaco aride
- le parc et réserve naturelle Chancaní qui fait partiellement aussi partie de la zone des sierras (sierras de Pocho)
- le Corridor biogéographique du Caldén. Celui-ci se trouve à l'extrémité sud-ouest de la province et couvre une surface de 665 000 hectares soit la moitié du département de General Roca. Le but est d'associer la population locale à la protection et l'entretien des superbes forêts de Caldén de la région (juste au sud du río Quinto)
- la réserve de vie sylvestre Monte de las Barrancas.

## Ressources hydriques

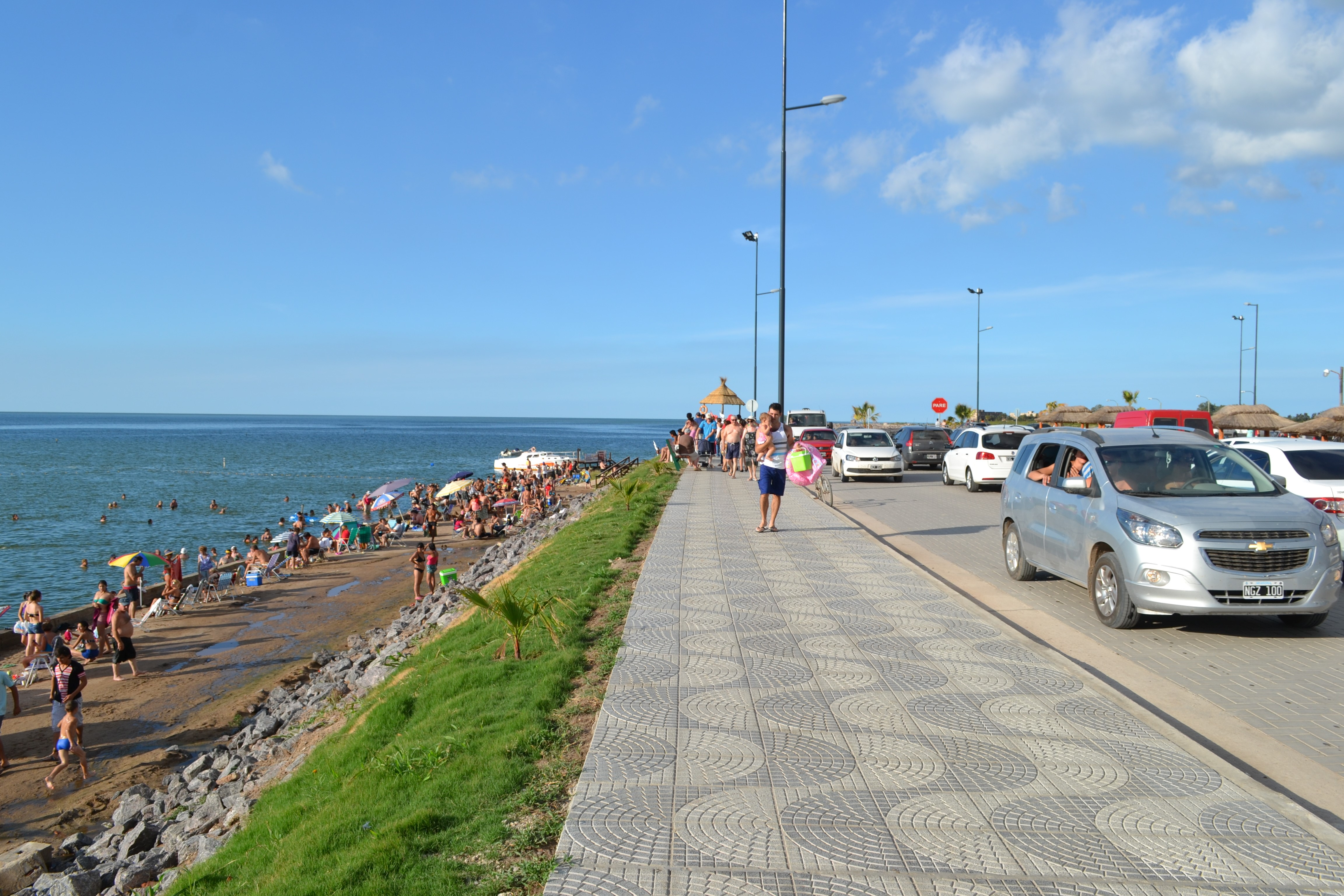
Vue de la toute récente (2013) Avenida Costanera de la station balnéaire de Miramar sur la Mar Chiquita.

Dans la partie nord-ouest, il y a de courtes rivières coulant dans des bassins endoréiques (vers les Salinas Grandes). L'eau y est retenue dans des lacs artificiels, telle la retenue du barrage de Cruz del Eje sur le Río Cruz del Eje. Parmi ces rivières, il faut citer le río Pichanas, le río Candelaria et le río Soto.
Le río Quinto quant à lui a un régime exceptionnel : il forme une zone humide, vaste et d'étendue très variable, dans laquelle il se perd normalement ; ce sont les « Bañados de la Amarga ». Certaines années de fortes précipitations, il dépasse ces Bañados de la Amarga et divague sans lit précis dans le nord de la province de Buenos Aires pour se jeter dans le río Salado de Buenos Aires. Au total, dans la région pampéenne de la province, le réseau hydrographique est maigre et composé de rivières très irrégulières. Par contre, les ressources souterraines abondent, la province étant en majeure partie située au-dessus de l'aquifère Guarani.
Les rivières principales de la province naissent dans les sierras « Grande » et de « Comechingones ». Du nord au sud on distingue : le río Primero ou Suquía, le río Segundo ou Xanaes, le río Tercero ou Ctalamochita, le río Cuarto ou Chocancharava et le río Quinto ou Popopis (ce dernier nait en province de San Luis), qui parcourent la province d'ouest en est. Ces rivières présentent un débit maximal pendant l'été, avec des crues violentes et soudaines dues aux pluies.
Au nord-est de la province se trouve la grande lagune de Mar Chiquita (Petite mer en espagnol), alimentée avant tout par le río Dulce, avec son importante population de flamants. Plus au sud de la province, le río Cuarto avant de confluer avec le río Tercero forme une importante zone humide appelée « Bañados del Saladillo » ou de « Loboy ».

## Villes principales

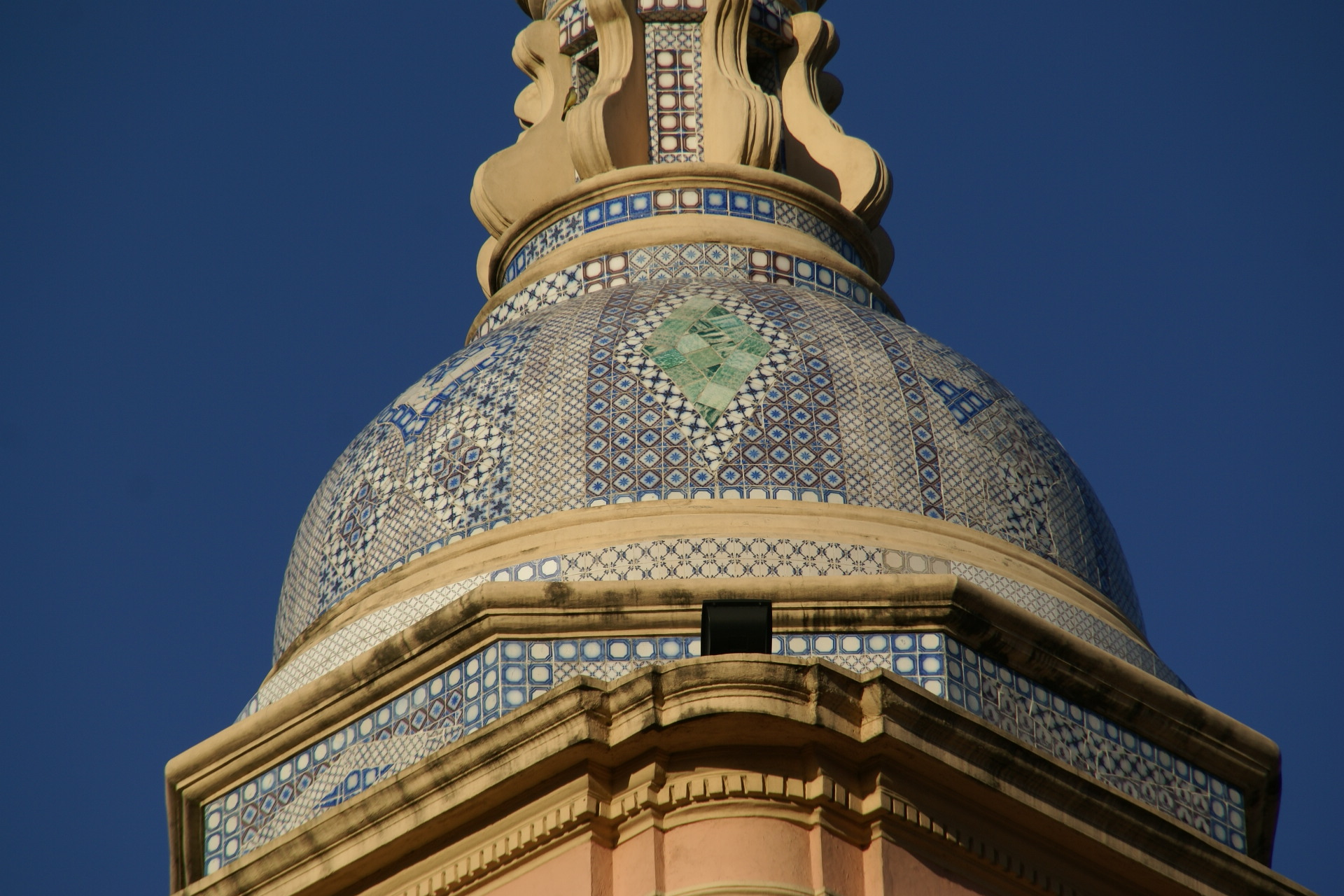
Une des cupules de la basilique Santo Domingo à Córdoba.

Quelque 1,5 million d'habitants habitent dans l'agglomération de la capitale Córdoba selon le recensement de 2010. Les 12 plus grandes villes de la province étaient en 2010 :
- Córdoba (1 329 604 hab. - agglomération : 1 535 868). La ville possède de multiples centres d'intérêt : le centre historique formé par la place centrale Plaza San Martín, sa cathédrale datant du tout début des années 1600, son cabildo ou hôtel de ville, et ce que l'on appelle la Manzana Jesuítica ou quartier jésuitique historique. La ville possède plusieurs parcs comme le parque Sarmiento et de nombreux musées.

- Río Cuarto (157 010 hab. - agglomération : 163 048) se trouve à l'ouest de la pampa humide, dans une pénéplaine à l'est de la sierra de Comechingones. La ville est située sur les rives du río Cuarto ou Chocancharava. C'est le centre d'une importante région d'agriculture et d'élevage. Elle constitue un important nœud de communications entre la région pampéenne et celle du Cuyo au niveau national, et entre les océans Atlantique et Pacifique à l'échelle sud-américaine.
- Villa María (79 351 hab. - agglomération : 98 169)
- San Francisco (61 750 hab. - agglomération : 74 060)
- Villa Carlos Paz (62 423 hab. - agglomération : 69 840), située au nord-ouest de la province, dans la Valle de Punilla (es), est construite en bordure du lac San Roque et non loin du barrage de même nom. C'est le centre touristique le plus important de la province.
- Río Tercero (46 421 hab.)
- Alta Gracia (55 064 hab.), ville située à 36 km au sud-ouest de la capitale provinciale, centre touristique important, vu son patrimoine architectural. Le centre de la cité est occupé par l'antique estancia jésuitique. Dans la ville on peut admirer de nombreux édifices et traces du passé jésuitique, comme l'église principale, également la résidence devenue musée de Jacques de Liniers, vice-roi du Río de la Plata. On y trouve aussi le musée du célèbre révolutionnaire, Che Guevara.
- Bell Ville (34 439 hab.)
- Cruz del Eje (30 680 hab.), à l'extrémité nord-ouest de la province, non loin des Salinas Grandes, possède notamment une belle cathédrale.
- Villa Dolores (31 853 hab. - agglomération : 47 793)
- Jesús María (31 602 hab. - agglomération : 47 770)
- Marcos Juárez (27 004 hab.)
- Embalse (11 205 hab.) La ville est un centre touristique renommé, situé au niveau du Embalse del Río Tercero (es), sur le río Tercero. On y a construit une centrale nucléaire (centrale nucléaire Embalse). Elle se trouve à 100 km de Córdoba par la route provinciale 5 ou par la nationale 36.
- Villa Tulumba (1 474 hab.) Ancien cœur historique du nord cordobais, la ville fut un centre d'irradiation missionnaire et culturel. La cité aujourd'hui presque oubliée reçut du roi Charles IV, le titre de Villa Royale, le 3 octobre 1803.

### Estanciasjésuitiques
Les estancias jésuitiques sont d'anciens établissements agricoles construits et administrés par les Pères de l'Ordre de Jésus. Elles sont situées dans l'actuelle province de Córdoba. L'ensemble de ces établissements, plus le Quartier jésuite (es) (Manzana Jesuítica) de Córdoba, a été déclaré Patrimoine mondial par l'UNESCO en 2000.
Les Jésuites fondèrent six estancias dans la province de Córdoba. Ce sont les estancias de Caroya, de Jesús María (es), de Estancia Santa Catalina, de Alta Gracia (es), de La Candelaria (es) et de San Ignacio (es).
Ces complexes agricoles, construits à partir de 1615, furent abandonnés par les jésuites après la Sanction pragmatique de 1767 du roi Charles III d'Espagne qui les expulsa du continent. Ils furent dès lors administrés par les Franciscains jusqu'en 1853, date à laquelle les jésuites revinrent sur le continent américain. Chaque estancia avait sa propre église et un ensemble d'édifices, autour desquels se développèrent des villes comme Alta Gracia, la plus proche de Córdoba. Les touristes peuvent visiter ces estancias. La route appelée Chemin des Estancias Jésuitiques (en espagnol : Camino de las Estancias Jesuíticas) fait environ 250 km. de long.
L'Estancia de San Ignacio n'existe plus, réduite en miettes au fil du temps, raison pour laquelle elle ne fait pas partie de l'aire protégée en tant que Patrimoine de l'Humanité par l'UNESCO.
| Code Unesco | Nom                     | Année d'inscription | Coordonnées                        |
| ----------- | ----------------------- | ------------------- | ---------------------------------- |
| 995-001     | Quartier jésuite (es)   | 2000                | 31° 25′ 05,32″ S, 64° 11′ 13,76″ O |
| 995-002     | Alta Gracia (es)        | 2000                | 31° 39′ 27″ S, 64° 26′ 05″ O       |
| 995-003     | Jesús María (es)        | 2000                | 30° 58′ 13,61″ S, 64° 05′ 51,21″ O |
| 995-004     | Estancia Santa Catalina | 2000                | 30° 52′ 11,18″ S, 64° 14′ 01,77″ O |
| 995-005     | Caroya                  | 2000                | 30° 59′ 17,18″ S, 64° 06′ 22,3″ O  |
| 995-006     | La Candelaria (es)      | 2000                | 31° 05′ 54,13″ S, 64° 51′ 17,92″ O |

## Divisions administratives
La province est subdivisée en 26 départements
| Département                 | Superficie | Population (2010) | Densité | Chef-lieu                 | Carte des départements |
| Calamuchita                 | 4 642      | 54 730            | 8,28    | San Agustín               |                        |
| Capital                     | 562        | 1 329 604         | -       | Córdoba                   |                        |
| Colón                       | 2 588      | 225 151           | 66,76   | Jesús María               |                        |
| Cruz del Eje                | 6 653      | 58 759            | 7,58    | Cruz del Eje              |                        |
| General Roca                | 12 659     | 35 645            | 2,89    | Villa Huidobro            |                        |
| General San Martin          | 5 006      | 127 454           | 23,86   | Villa María               |                        |
| Ischilín                    | 5 123      | 31 312            | 6,07    | Deán Funes                |                        |
| Juárez Celman               | 8 902      | 61 078            | 6,61    | La Carlota                |                        |
| Marcos Juárez               | 9 490      | 104 205           | 10,63   | Marcos Juárez             |                        |
| Minas                       | 3 730      | 4 727             | 1,27    | San Carlos Minas          |                        |
| Pocho                       | 3 207      | 5 380             | 1,46    | Salsacate                 |                        |
| Presidente Roque Saénz Peña | 8 228      | 36 282            | 4,46    | Laboulaye                 |                        |
| Punilla                     | 2 592      | 178 401           | 58,67   | Cosquín                   |                        |
| Río Cuarto                  | 18 394     | 246 393           | 13,70   | Río Cuarto                |                        |
| Río Primero                 | 6 753      | 46 675            | 6,00    | Santa Rosa de Río Primero |                        |
| Río Seco                    | 6 754      | 13 242            | 1,67    | Villa de María            |                        |
| Rio Segundo                 | 4 970      | 103 718           | 19,3    | Villa del Rosario         |                        |
| San Alberto                 | 3 327      | 37 004            | 8,71    | Villa Cura Brochero       |                        |
| San Javier                  | 1 652      | 53 520            | 30,64   | Villa Dolores             |                        |
| San Justo                   | 13 677     | 206 307           | 14,37   | San Francisco             |                        |
| Santa María                 | 3 427      | 98 188            | 23,47   | Alta Gracia               |                        |
| Sobremonte                  | 3 307      | 4 591             | 1,17    | San Francisco del Chañar  |                        |
| Tercero Arriba              | 5 187      | 109 554           | 22,66   | Oliva                     |                        |
| Totoral                     | 3 145      | 18 556            | 4,88    | Villa del Totoral         |                        |
| Tulumba                     | 10 164     | 12 673            | 1,10    | Villa Tulumba             |                        |
| Unión                       | 11 182     | 105 727           | 9,15    | Bell Ville                |                        |
| Total province              | 165 321    | 3 567 654         |         | Córdoba                   |                        |

## Démographie
Depuis 1838, la population de la province a évolué comme suit :
|                     | 1838    | 1895      | 1914      | 1947       | 1960       | 1970       | 1980       | 1991       | 2001       | 2010       |
| ------------------- | ------- | --------- | --------- | ---------- | ---------- | ---------- | ---------- | ---------- | ---------- | ---------- |
| Province de Córdoba | 87 000  | 351 223   | 735 472   | 1 497 975  | 1 753 840  | 2 060 065  | 2 407 754  | 2 766 683  | 3 066 801  | 3 304 825  |
| Total Argentine     | 674 000 | 4 044 911 | 7 903 662 | 15 893 811 | 20 013 793 | 23 364 431 | 27 949 480 | 32 615 528 | 37 156 195 | 40 091 359 |

D'après l'INDEC (Institut argentin des statistiques et des recensements), en 2010, la population se montait à 3 304 825 habitants.
La croissance démographique a été régulière tout au long du XXe siècle et a plutôt suivi la croissance générale de la population du pays. Cependant depuis 1980, on constate que la croissance de la population est désormais quelque peu en retard par rapport à l'évolution du chiffre total du pays. Le rythme de croissance de la population provinciale a simultanément décru à l'instar de la tendance observée dans l'ensemble de l'Argentine, tout en restant bien positif.

### Évolution prévue jusque 2040
Les prévisions de l'INDEC concernant les prochaines décennies prévoient pour 2040 une population provinciale de 4 431 509 habitants, pour une population totale du pays de 52 778 477 personnes la même année. On prévoit donc en trente ans un accroissement de la population provinciale de plus de 33 %, soit une hausse du même ordre (un peu supérieur) que le total argentin qui se monte à quelque 31 %.
Résumé de l'évolution du chiffre de la population, selon les prévisions de l'INDEC, concernant les prochaines décennies jusque 2040 :
|                     | 2001       | 2010       | 2020       | 2030       | 2040       |
| ------------------- | ---------- | ---------- | ---------- | ---------- | ---------- |
| Province de Córdoba | 3 066 801  | 3 304 825  | 3 760 450  | 4 119 615  | 4 431 509  |
| Total Argentine     | 36 260 130 | 40 091 359 | 45 376 763 | 49 407 265 | 52 778 477 |

### Amérindiens
Le recensement de 2010 en Argentine révèle l'existence de 34 546 personnes qui se reconnaissaient en tant que Comechingóns dans l'ensemble du pays, dont 17 313 dans la province de Córdoba, 5 564 dans le Grand Buenos Aires, et 2 145 dans la province de San Luis.
Quant aux Sanavirons, le même recensement révéla l'existence de 2 871 personnes se reconnaissant tels en Argentine, dont 1 971 en province de Córdoba et 350 en province de Santiago del Estero,.

## Région Centre

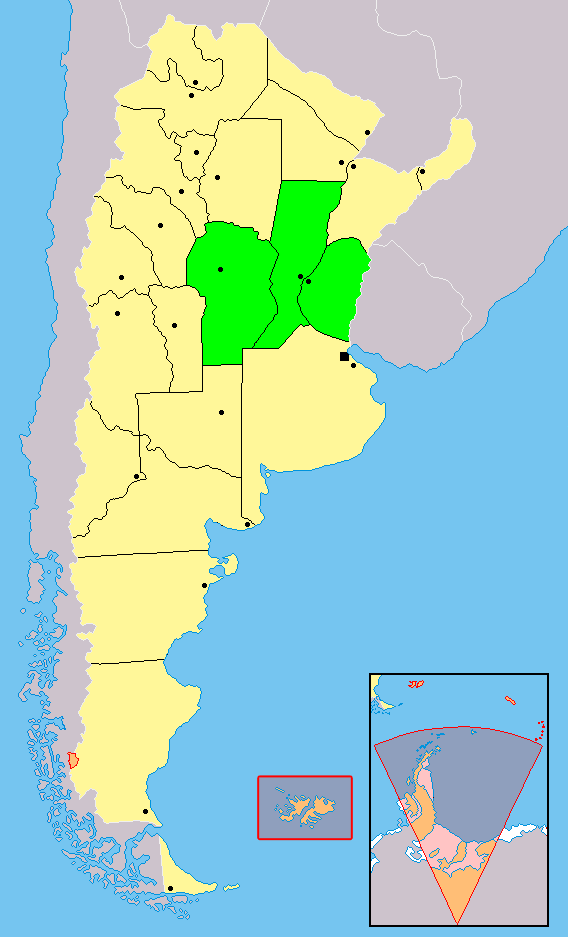
Carte de la Région Centre (región Centro).

Les provinces de Córdoba et de Santa Fe ont signé le 15 août 1998 le Traité d'Intégration Régionale entre les Provinces de Córdoba et de Santa Fe « afin de promouvoir le développement économique et social, en vertu de ce qui est établi dans l'Article 124 de la Constitution Nationale, et le développement humain, la santé, l'éducation, la science, la connaissance et la culture... »
Le 6 avril 1999 est signé l'Acte d'Intégration de la province d'Entre Ríos au Traité d'intégration régionale, ce qui a configuré la Région Centre définitive.
Les organes régionaux sont :
- La Junta de Gobernadores (Junte des gouverneurs) : Organe Supérieur de la Région Centre comprenant les premiers mandataires des provinces membres.
- Le Comité Ejecutivo (Comité exécutif) : il est l'organe de la Région Centre chargé d'implémenter et d'exécuter les politiques régionales décidées par la Junte des Gouverneurs.
- Le Secretaría Administrativa : est un organe de coordination technico-administratif de la Région Centre, chargé d'administrer et d'organiser le processus d'intégration régionale, d'exécuter les activités ordonnées par la Junte des Gouverneurs et le Comité exécutif, veiller à l'accomplissement des accords conclus dans le cadre des traités fondamentaux signés, et ce avec l'assistance éventuelle technique et logistique des autres organes de la Région Centre.
- La Comisión Parlamentaria Conjunta : en son sein délibèrent quatre commissions internes permanentes: la Commission de l'Economie et de la Production, la Commission de l'Infrastructure et des Services, la Commission de Législation Générale et la Commission des Affaires Institutionnelles et des Municipes et Communes.

## Climat
Le climat de la province est tempéré, avec des étés chauds et humides et des hivers doux et secs.
L'est et le sud de la province ont un climat typique des plaines de la Pampa: les étés sont longs avec des maximums moyens autour de 30-32 °C et des minimums autour de 17-19 °C pour le mois le plus chaud (janvier), avec des températures légèrement plus fraîches en décembre et en février. Les précipitations pendant le trimestre chaud dépassent les 300 mm. L'hiver s'étend de la fin du mois de mai jusqu'au début du mois de septembre: les températures maximales moyennes en juillet sont aux alentours de 15-17 °C alors que le minimum moyen est aux alentours de 3-5 °C. Pendant cette période, la plupart des régions ont des températures en dessous de 0 °C entre 15 et 25 fois par saison ; cependant il fait rarement moins de -6 °C. Les précipitations sont faibles (moins de 20 mm par mois) et augmentent légèrement vers l'est. Le brouillard est très courant et épais, et dure souvent jusqu'à midi. Le printemps et l'automne ont un climat variable, avec des précipitations plus régulières et des journées agréables suivies de nuits fraîches. Les précipitations annuelles varient entre 700 et 900 mm dans cette région, ce qui permet une agriculture intensive produisant principalement du maïs, du blé, des cacahuètes et du soya. La neige y est rare mais peut être présente: par exemple en 2007 une grande partie de la région a eu un couvert de neige (jusqu'à 20 cm par endroits).
L'extrême nord de la province connaît des étés plus longs et chauds avec des maximums moyens atteignant 32-33 °C. Les hivers sont encore plus secs et variables: il gèle autant que dans le sud, mais il y a aussi des périodes où les températures dépassent facilement les 25 °C (même avec des nuits à 5 °C).
Les montagnes de la Sierra ont une grande variété de micro-climats qui sont, généralement, considérés comme étant parmi les plus agréables en Argentine: la chaleur estivale est présente pendant le jour, mais les nuits sont plus fraîches et moins humides que dans la plaine. Les hivers sont extrêmement secs, et même si le gel est très courant, l'absence d'humidité produit des sensations moins froides qu'en plaine. Il neige assez souvent au-delà des 1 000 m d'altitude, mais les quantités sont faibles en raison du climat hivernal sec. Dans les régions les plus élevées, le climat est froid et les précipitations atteignent 1 000 mm donnant naissance à de nombreuses rivières.
Derrière la Sierra, à l'ouest, le climat est plus sec et ensoleillé. Les températures estivales atteignent les 32 °C (18 °C la nuit) alors qu'en hiver on atteint 18 °C (4 °C la nuit). Les précipitations varient de 600 mm proche des montagnes à 400 mm, donnant un climat pratiquement aride.
À Cruz del Eje, ville du nord-ouest de la province, sise dans la région de transition entre les Sierras de Córdoba et la grande dépression désertique des Salinas Grandes, à quelque 144 km de Córdoba, les précipitations sont encore bien suffisantes pour alimenter de nombreux ruisseaux dont le Río Cruz del Eje. Les pluies tombant essentiellement en été favorisent les activités agricoles de la région.

## Flore et faune

### Flore
Dans les plaines, l'agriculture a fait disparaître presque totalement la flore originelle. Cependant, dans les régions semi-désertiques du nord-ouest (Salinas Grandes), étant donné la piètre qualité des terres aucune agriculture n'a été pratiquée. Il en va de même dans bien des endroits de la Sierra. Là se trouvent des étendues bien conservées du point de vue de la nature. Tant dans les plaines que dans les montagnes prédominent des espèces d'arbre de petite taille et des buissons épineux. Dans les zones chaquéennes non inondables, la végétation native est composée d'arbres peu élevés dans des bosquets ouverts avec des arbustes xérophiles ou épineux. On trouve différentes espèces de Prosopis (Prosopis alba et Prosopis nigra), le quebracho blanco (Aspidosperma quebracho-blanco) , le chañar (Geoffroea decorticans), le tala (Celtis ehrenbergiana), le mistol (Zizyphus mistol), le tusca (Acacia aroma), l'acacia ou cachou (Acacia furcatispina) et le garabato (Acacia praecox). On retrouve là également les espèces typiques du Chaco, comme le quebracho colorado santiagueño (Schinopsis lorentzii), la barba de tigre (Prosopis kuntzei), le horco-quebracho (Schinopsis marginata), le palmier Trithrinax campestris et la pasionaria (Passiflora caerulea).
Plus au sud, on trouve de belles forêts de Caldén (Prosopis caldenia). La province est fortement atteinte durant l'été 2020 par des incendies qui détruisent une bonne partie de sa forêt vierge.
Dans la pampa de Achala, la diversité des climats a favorisé la croissance d'espèces caractéristiques de régions très diverses ; espèces typiques du Gran Chaco, des Andes, de la Patagonie argentine et de la région de l'Antarctique chilien. On y trouve aussi des forêts de tabaquillo (Polylepis australis) et de Maitén (Maytenus boaria). Les forêts d'altitude qui font partie du Gran Chaco sont composées notamment de poivrier sauvage ou faux-poivrier odorant (Schinus molle), de fagara coco (Zanthoxylum coco).

### Faune

#### Mammifères
Sur le territoire de la province, malgré la destruction massive de leur habitat, on rencontre encore des pumas, des chats de Geoffroy (gato montès), le chat des Andes (Leopardus jacobitus), diverses espèces de tatous dont le tatou hybride (Dasypus hybridus) et le tatou géant (Priodontes maximus), des opossums, des renards d'Aszara ou aguarachays, des renards des Andes (Lycalopex culpaeus). On trouve aussi des viscaches, des lapins d'Amérique ou tapetis (Sylvilagus brasiliensis), des petits grisons (Galictis cuja), des mouffettes ou zorrinos, des maras du Chaco (Dolichotis salinicola), des ragondins, des cobayes sauvages (Cavia aperea).
Au sud de la province on trouve des cerfs des pampas.
Au nord-ouest de la province dans la région aride des Salinas Grandes, notamment dans la Réserve de vie sylvestre Monte de las Barrancas, on trouve une faune variée, comprenant le puma, le chat de Geoffroy des salines, le colocolo, le renard d'Aszara (Lycalopex gymnocercus), le guanaco, la daguet rouge ou mazama americana, le pécari à collier, des tatous, la loutre à longue queue (Lontra longicaudis), la viscache des plaines (Lagostomus maximus) , le cobaye halophile (Dolichotis salinicola), le cobaye du Brésil ou cui (Cavia aperea).
Il faut aussi souligner la présence dans le nord-ouest de la province du pécari du Chaco, espèce très rare, dont on ignorait l'existence en province de Córdoba jusqu'au XXIe siècle, et qui, fort protégé, constitue désormais une authentique espèce parapluie.

#### Oiseaux
L'avifaune est nombreuse et variée : flamants, pavas de monte (Penelope obscura), ortalides du Chaco ou charatas (Ortalis canicollis), faucons pèlerins, caracaras chimangos (Milvago chimango), caracaras huppés ou caranchos (Caracara plancus), vautours, busards, amazones à front bleu (Amazona aestiva), perruches de Patagonie (Cyanoliseus patagonus), cardinaux, chardonnerets.
La présence des oiseaux coureurs est encore assez importante dans la province, comme le nandou (appelé ici surí ).
Dans la zone des Sierras de Córdoba, on trouve en outre le géositte à ailes rousses (geositta rufipennis ottowi), le géositte mineuse (geositta cunicularia contrerasi), le cinclode d'Olrog (cinclodes olrogi), le cinclode marron (cinclodes atacamensis schocolatinus), le synallaxe des rocailles de Córdoba (asthenes modesta cordobae), le synallaxe de Cordoba (asthenes sclateri sclateri), le gaucho à queue blanche (agriornis montana fumosus), le dormilon à calotte rousse (muscisaxicola rufivertex rufivertex), la cataménie terne de Córdoba (Catamenia inornata cordobensis), le phrygile gris-de-plomb (phrygilus unicolor cyaneus), le phrygile plébéien (phrygilus plebejus naroskyi), la sturnelle australe (sturnella loyca obscura). Les parois rocheuses les plus inaccessibles sont utilisés comme sites de nidification par la buse aguia (Geranoaetus melanoleucus).
L'oiseau le plus remarqué dans la province est le condor des Andes présent dans la région des Sierras. On remarque aussi des vautours pape, des urubus ou jote, comme l'urubu à tête rouge ou le sarcoramphe roi.
Dans l'extrême ouest de la province (Chaco sec), dans le Parc et réserve naturelle Chancaní, on peut observer notamment la buse aguia (Geranoaetus melanoleucus), le fauconnet à ailes tachetées (Spiziapteryx circumcincta), l'upucerthie du Chaco (Upucerthia certhioides ou Tarphonomus certhioides), le synallaxe mésange (Leptasthenura aegithaloides), le synallaxe à bec court (Asthenes baeri), l'annumbi alouette (Coryphistera alaudina), le tourco huppé (Rhinocrypta lanceolata), la calandrite bergeronnette (Stigmatura budytoides), l'ada cendré (Knipolegus striaticeps), le lophospingue à huppe noire (Lophospingus pusillus), le chipiu à capuchon (Poospiza melanoleuca), le chipiu cannelle (Poospiza ornata), le chipiu sanglé (Poospiza torquata), le saltatricule du Chaco (Saltatricula multicolor).
On peut aussi observer dans cette région le loro hablador (Amazona aestiva), dont la population dans la région est estimée à quelques dizaines de couples, la buse couronnée (Harpyhaliaetus coronatus), le pic lucifer (Dryocopus schulzi), le phrygile charbonnier (Phrygilus carbonarius) et le martinet de Rothschild (Cypseloides rothschildi).

##### Salinas Grandes
Dans la région des Salinas Grandes, certains secteurs sont régulièrement alimentés en eau grâce aux petits cours d'eau venus des montagnes environnantes. On peut y observer le nandou d'Amérique (Rhea americana), le flamant du Chili (Phoenicopterus chilensis), le flamant des Andes (Phoenicopterus andinus), la buse couronnée (Harpyhaliaetus coronatus), le cinclode gris (Cinclodes comechingonus), la buse aguia (Geranoaetus melanoleucus), le fauconnet à ailes tachetées (Spiziapteryx circumcincta), le synallaxe à bec court (Asthenes baeri), l'annumbi alouette (Coryphistera alaudina), le tourco huppé (Rhinocrypta lanceolata), la calandrite bergeronnette (Stigmatura budytoides), l'ada cendré (Knipolegus striaticeps), le lophospingue à huppe noire (Lophospingus pusillus), le chipiu à capuchon (Poospiza melanoleuca), le chipiu cannelle (Poospiza ornata), le chipiu sanglé (Poospiza torquata), le saltatricule du Chaco (Saltatricula multicolor).

##### Mar Chiquita et Río Dulce
Au nord, dans les marécages du río Dulce, parmi les espèces vulnérables, il faut citer le flamant des Andes (Phoenicoparrus andinus) (ou parina grande), le flamant de James (Phoenicoparrus jamesi) (ou parina chica) le faucon pèlerin, ainsi que la marouette maillée (Porzana spiloptera ou burrito overo), le goéland d'Olrog (Larus atlanticus) (appelé localement gaviota cangrejera), et le râle étoilé (Coturnicops notatus ou burrito enano).
On y trouve aussi des espèces typiques de l'avifaune altoandine ou qui ne se rencontrent habituellement que sur les côtes marines tels le tournepierre à collier (Arenaria interpres), le bécasseau maubèche (Calidris canutus), le bécasseau semipalmé (Calidris pusilla), le goéland d'Olrog (Larus atlanticus), le sterne pierregarin (Sterna hirundo) et le labbe parasite (Stercorarius parasiticus). Egalement et toujours dans la zone protégée de la Mar Chiquita, il faut citer le phalarope de Wilson (Phalaropus tricolor), le héron garde-bœufs (Bubulcus ibis) et l'ibis à face blanche (Plegadis chihi).
Dans cette région amphibie, on trouve également le cormoran vigua (Phalacrocorax brasilianus), la grande aigrette (Ardea alba), l'aigrette neigeuse (Egretta thula), le flamant du Chili (Phoenicopterus chilensis), le cygne coscoroba blanc (Coscoroba coscoroba), la buse couronnée (Harpyhaliaetus coronatus), la foulque à jarretières (Fulica armillata), la foulque leucoptère (Fulica leucoptera), la marouette maillée (Porzana spiloptera), le pluvier bronzé (Pluvialis dominica), le grand Chevalier (Tringa melanoleuca), le petit Chevalier (Tringa flavipes), le bécasseau à poitrine cendrée (Calidris melanotos), le bécasseau à croupion blanc (Calidris fuscicollis), le bécasseau à échasses (Calidris himantopus), l'échasse à queue noire (Himantopus melanurus), la mouette de Patagonie (Chroicocephalus maculipennis), l'engoulevent à faucilles (Eleothreptus anomalus), le synallaxe des marais (Spartonoica maluroides), le cinclode gris (Cinclodes comechingonus), le tyranneau barbu (Polystictus pectoralis), le doradite de Dinelli (Pseudocolopteryx dinelliana) ainsi que le sporophile à gorge sombre (Sporophila ruficollis).

#### Reptiles
Parmi les ophidiens, on trouve la peu agressive yarará grande (Bothrops alternatus), la très dangereuse yarará chica (Bothrops neuwiedi), le redoutable crotale cascabelle (Crotalus durissus), le serpent corail de l'espèce Micrurus pyrrhocryptus, ou encore l'anaconda jaune (Eunectes notaeus) (non dangereux et de plus comestible grâce à sa chair délicate). Il y a également d'autres reptiles, comme le Boa constricteur (Boa constrictor occidentalis), ou des lézards comme le tégu rouge, des iguanes, des tortues terrestres et des geckos. Dans la Pampa de Achala, on rencontre une espèce endémique de lézard, le lézard vert d'Achala ainsi que le serpent venimeux yarará ñata (Bothrops ammodytoides) peu agressif. Dans cette région, on rencontre aussi le crapaud d'Achala ou Rhinella achalensis.

#### Amphibiens
Les amphibiens sont nombreux dans les zones arrosées de cette province. Citons les grenouilles de l'espèce Physalaemus biligonigerus, plusieurs espèces de Leptodactylus (Leptodactylus bufonius, Leptodactylus chaquensis, Leptodactylus gracilis, Leptodactylus latrans, Leptodactylus mystacinus, Leptodactylus latinasus), ainsi que les crapauds Rhinella schneideri ou Bufo paracnemis, Rhinella fernandezae, Rhinella achalensis ou crapaud d'Achala, ainsi que Rhinella arenarum. On trouve également dans la province la grenouille cornue d'Argentine ou grenouille cornue de Bell ou grenouille cornue ornée ou escuerzo commun ( Ceratophrys ornata).

#### Poissons
Le long du cours inférieur du río Dulce, dans la réserve Bañados del Río Dulce y Laguna de Mar Chiquita, les poissons abondent et la pêche sportive se pratique largement. La zone des Bañados del Río Dulce fonctionne comme une zone de frai pour au moins 27 espèces de poissons. C'est aussi une zone importante pour le déplacement des espèces migratoires, comme le Prochilodus lineatus et le Salminus brasiliensis. 
Cette zone fonctionne comme aire de frai pour au moins 27 espèces de poissons, dont six d'importance majeure : les Prochilodus lineatus, Salminus brasiliensis ou maxillosus, Hoplias malabaricus, Leporinus obtusidens, Pimelodus albicans et le Cyprinus carpio. Ces espèces sont très prisées tant pour la pêche sportive que pour la consommation humaine, et atteignent là leur plus grande densité de population sur le territoire provincial. Malheureusement, certaines espèces ont vu leur population se réduire fortement, tels le characin Characidium fasciatum, la Pimelodella gracilis, le Loricariichthys maculatus et l'Aphyocharax erythrurus.
Il faut aussi mentionner la présence du pejerrey argentin (Odontesthes bonariensis), ainsi que du chucho de río (Potamotrygon motoro) ou raie de rivière, dont Jeremy Wade, célèbre pêcheur vedette de la série River Monsters témoigne de la grande dangerosité et du gigantisme : pas moins de 135 cm et 115 kilos.

## Enseignement

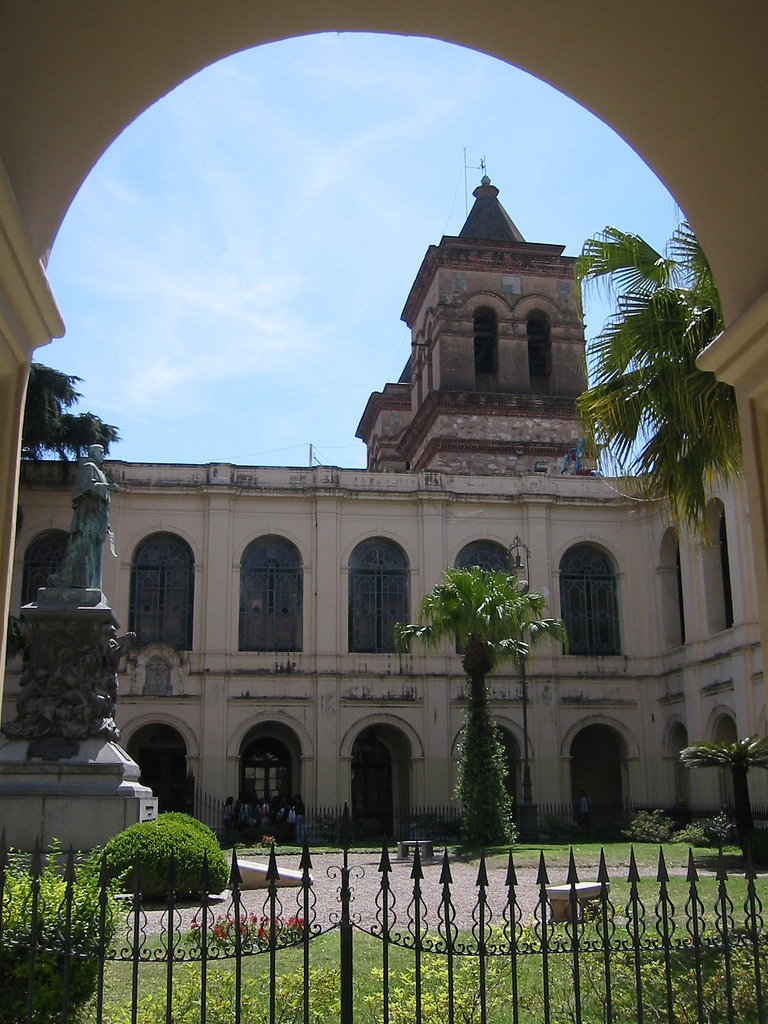
Patio de style colonial du rectorat de l'Université nationale de Cordoba. À l'arrière plan : les clochers de l'Église de la Compagnie de Jésus.

Plusieurs universités sont basées dans la province, notamment l'Universidad Nacional de Córdoba, fondée en 1613, est parmi les plus importantes d'Argentine avec près de 120 000 étudiants. À Cordoba on trouve plusieurs autres universités (Universidad Tecnologica Nacional, Universidad Catolica de Cordoba, Universidad Siglo 21, Universidad Blas Pascal, Universidad Provincial de Cordoba, Instituto Universitario Aeronautico) et il y en a aussi ailleurs dans la province (Universidad Nacional de Villa Maria, Universidad Tecnologica Nacional - Villa Maria, Universidad Nacional de Rio Cuarto). Parmi les universités cordobèses, mentionnons que l'Universidad Tecnológica Nacional a des facultés régionales à Córdoba, San Francisco et Villa María.

## Économie
L'économie de la province est parmi les plus dynamiques et diversifiées du pays.

### Agriculture
L'agriculture est concentrée dans l'est et le sud. Cordoba produit entre 90 et 95 % des cacahuètes produites en Argentine, ce qui en fait le 1er exportateur mondial avec près de 600 000 tonnes. La province devrait produire, en 2017, près de 14 millions de tonnes de soya et 14 millions de tonnes également de maïs.

### Industrie
Cette forte agriculture donne naissance à un grand secteur agro-industriel, avec d'importantes entreprises locales comme AGD (producteur et exportateur d'huile qui compte pour près de 6 % des exportations mondiales d'huile de soya, 7 % de celles de protéine de soya, et presque 25 % des exportations mondiales d'huile de cacahuète), Arcor (principale entreprise alimentaire du pays, avec 40 sites de production, et plus grand exportateur de bonbons au monde, présent dans 120 pays). On y trouve également une importante industrie laitière, et une industrie de production de machines agricoles avec 475 entreprises employant 11 000 personnes.
La ville de Cordoba est un centre industriel et de services (financiers, médicaux, etc.). On y trouve notamment une importante industrie automobile, avec des usines de Renault, FIAT (voitures), Volkswagen (composantes), IVECO (camions) et prochainement, Mercedes-Benz et Nissan.

### Services
Dans le secteur des services, on y trouve un secteur des technologies de l'information qui emploie 12 500 personnes avec des entreprises multinationales comme Intel (dont la filiale locale a été vendue à McAfee) qui compte 300 employés à Cordoba, Indra (Espagne), les entreprises multinationales argentines Globant et MercadoLibre (cette dernière compte plus de 300 employés à Cordoba) et l'entreprise locale Santex. L'entreprise Tarjeta Naranja, basée à Cordoba, est la principale émettrice de cartes de crédit du pays, avec 9 millions de cartes. L'immobilier et le domaine de la santé sont également bien représentés.

## Tourisme
Le tourisme est assez important, notamment dans la région des Sierras, avec près de 5 millions de visiteurs en 2015 en provenance surtout des autres régions de l'Argentine: sa participation dans le tourisme local est importante (11 % des voyages touristiques effectués en Argentine par des Argentins) mais celle dans le tourisme international est faible (2 % des voyageurs internationaux en Argentine s'y rendent). La province de Córdoba a une importante infrastructure touristique et un grand flux de visiteurs s'y rendent, tant originaires du pays que de l'extérieur. Il y a de plus une grande quantité de fêtes locales qui attirent des visiteurs.

### Tourisme culturel

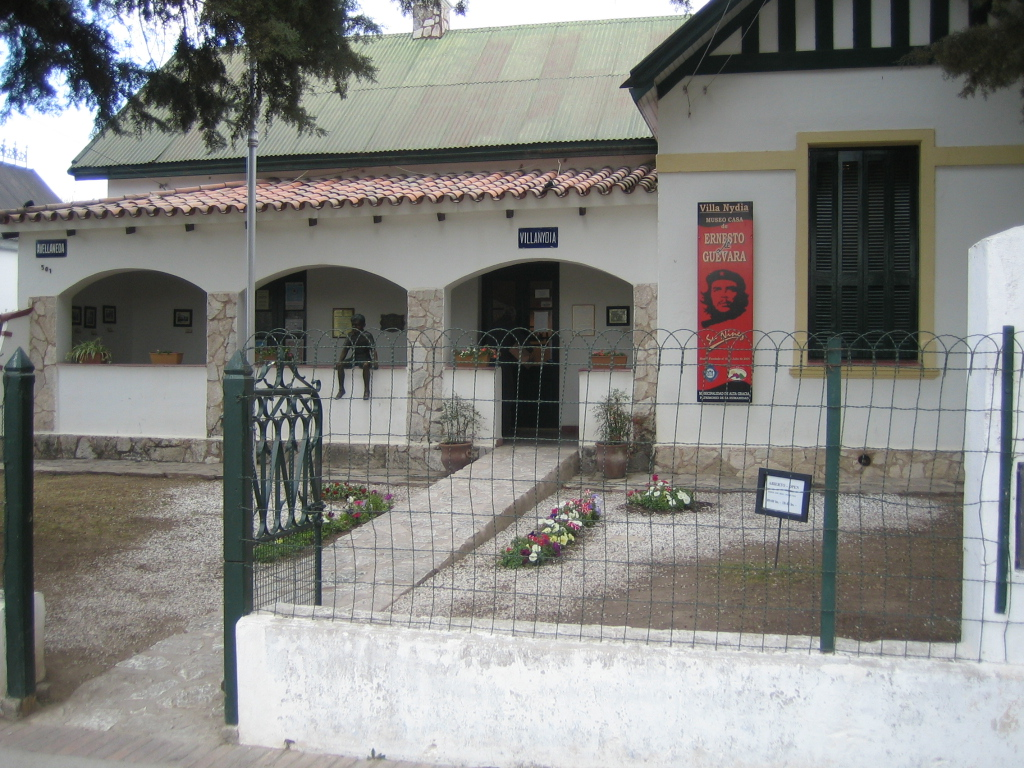
Musée Casa del Che, à Alta Gracia. Che Guevara y passa la majeure partie de sa jeunesse.

Les principales attractions touristiques culturelles de la province sont :
- Córdoba, avec son centre historique, ses parcs, églises et musées. Le centre historique est formé de la place centrale San Martín, de la Cathédrale, du Cabildo Historique ou mairie, et l'ensemble urbain du Quartier jésuitique. Le touriste peut se reposer dans de nombreux parcs, comme le Parc Sarmiento, ou finalement visiter les divers musées, tels le Museo Superior de Bellas Artes Evita, le Museo Provincial de Bellas Artes Emilio Caraffa, le Musée d'Art Religieux Juan de Tejeda, le Museo Histórico Provincial Marqués de Sobremonte, et d'autres musées encore. La vie nocturne de Córdoba permet aussi de fréquenter des cinés, théâtres, bars et pubs.
- Quartier jésuite de Córdoba
- Alta Gracia et ses constructions coloniales jésuitiques
- Museo Nacional Estancia Jesuítica de Alta Gracia y Casa del Virrey Liniers. Il s'agit en fait de l'ancienne estancia jésuitique qui fut achetée en 1810 par l'ancien vice-roi du Río de la Plata, Jacques de Liniers (né à Niort dans le Poitou), qui y vécut quelques mois avant son exécution.
- Jesús María et son Museo Jesuítico Nacional établi dans une vieille estancia jésuitique.
- Río Cuarto, deuxième ville de la province. Avec ses parcs et son nouveau pont.
- Estancia jésuitique de Jesús María (es)
- Estancia Santa Catalina
- Estancia jésuitique de Caroya
- Estancia jésuitique de La Candelaria (es)
- Deán Funes et sa Chartreuse

#### Établissements jésuites dans la province
- Grottes de Ongamira (es), dans un site sauvage et impressionnant, sont un site archéologique et ethnohistorique important. Il s'agit d'une série de grottes dstructue naturelle originale et contenant des richesses archéologiques. Situées au nord des Sierras Chicas, à 25 km de Capilla del Monte, formées à l'époque crétacée (il y a 120 à 130 millions d'années). Situées à 120 km au nord de Córdoba, ce fut un lieu de résistance des aborigènes contre les espagnols. Beaucoup se suicidèrent. Le site est composé de trois grottes. Dans la dernière on peut voir des mortiers (ustensiles) indigènes.

### Tourisme écologique et sportif
- Pampa de Achala
- Santa Rosa de Calamuchita (es) et le Valle de Calamuchita
- Capilla del Monte
- Tanti (en)
- Santa María de Punilla
- Villa Carlos Paz est une ville touristique du centre-ouest de la province, dans la région des Sierras de Córdoba, au sein de la Valle de Punilla (es). On y accède par la courte autoroute (40 km) qui relie la ville avec la capitale Córdoba, et ce en droite ligne est-ouest. Elle est sise sur le lac San Roque, en amont du barrage qui crée ce dernier. Villa Carlos Paz est le centre touristique le plus important de la province.
- Parc national Quebrada del Condorito
- Circuit Mar Chiquita Ansenuza
- Embalse, au centre-ouest de la province, est un centre touristique important. La ville est le siège de l'entreprise appelée Unidad Turística Embalse (es). Dans les environs, on a édifié un barrage sur le Río Tercero (es) ainsi qu'une centrale nucléaire, la centrale nucléaire Embalse.
- Salsacate, petite localité située à l'ouest de la province. Dans la région se trouvent de nombreuses curiosités naturelles et plusieurs lacs de barrage, dont le Lac du barrage de La Viña (à 73 km) et le Lac San Roque (à 100 km).